# يوجين أشلي جونيور
يوجين أشلي جونيور (بالإنجليزية: Eugene Ashley, Jr.)‏ هو جندي أمريكي، ولد في 12 أكتوبر 1930 في ويلمينغتون في الولايات المتحدة، وتوفي في 7 فبراير 1968 في محافظة كوانغ تشي في فيتنام.